# Callichromopsis
Callichromopsis är ett släkte av skalbaggar. Callichromopsis ingår i familjen långhorningar.
Kladogram enligt Catalogue of Life:
| Callichromopsis | \| \| Callichromopsis albosignatus \| \| \| \| \| \| Callichromopsis furcifera \| \| \| \| \| \| Callichromopsis telephoroides \| \| \| \| |
|                 | \| \| Callichromopsis albosignatus \| \| \| \| \| \| Callichromopsis furcifera \| \| \| \| \| \| Callichromopsis telephoroides \| \| \| \| |
|                 | Callichromopsis albosignatus |
|                 | |
|                 | Callichromopsis furcifera |
|                 | |
|                 | Callichromopsis telephoroides |
|                 | |